# Sydney Howard
Sydney Howard (7 de agosto de 1884 - 12 de junio de 1946) fue un actor teatral y cinematográfico británico.

## Biografía
Howard nació en Leeds, Yorkshire del Oeste (Inglaterra).
Siendo ya una estrella teatral, Howard debutó en el cine con el film de 1929 dirigido por Jack Raymond Splinters. A este título le siguieron actuaciones en películas como French Leave, Up for the Cup y Mayor's Nest. A pesar de su popularidad en las décadas de 1920 y 1930, Howard está prácticamente olvidado hoy en día. De entre sus filmes, el más repuesto es When We Are Married, producción en la que interpretaba a un fotógrafo borracho.
Sydney Howard falleció en 1946 en Londres, Inglaterra.

## Selección de su filmografía
- Up for the Cup (1931)
- Trouble (1933)
- Girls, Please! (1934)
- Mr. Proudfoot Shows a Light (1941)
- When We Are Married (1943)
- Flight from Folly (1945)